# Сан Бавело (Фиренца)
Сан Бавело је насеље у Италији у округу Фиренца, региону Тоскана.
Према процени из 2011. у насељу је живело 83 становника. Насеље се налази на надморској висини од 254 м.